# Життя і смерть Пітера Селлерса
«Життя і смерть Пітера Селлерса» (англ. The Life and Death of Peter Sellers) — біографічна драма 2004 року режисера Стівена Хопкінса.

## Сюжет
Кумедний на екрані, у житті актор завдавав багато клопоту близьким своїм егоцентризмом і інфантилізмом, які ніяк не в'язалися з його зовнішністю солідного окулярника. Персонажі і ситуації, з якими стикається Селлерс засновані на реальних фактах.